# Hippocrateaceae
Famille
Classification APG II (2003)
Classification APG III (2009)
Classification APG IV (2016)
Les Hippocratéacées forment une famille de plantes dicotylédones dans la classification classique de Cronquist (1981).
Cette famille comprend des genres d'arbustes ou des lianes tropicales ou subtropicales (environ 150 espèces).

## Étymologie
Le nom de la famille vient du genre type Hippocratea, donné en hommage à Hippocrate (Hippocrate de Kos), médecin et botaniste grec, communément considéré comme le père de la médecine.
Selon Théis, le père Plumier avait appelé le genre Coa, en référence à l'ile de Coos patrie d'Hippocrate, mais Linné modifia ce nom en Hippocratea qui est plus significatif.

## Classification
En classification classique de Cronquist (1981), cette famille est placée dans l'ordre des Celastrales. 
Toutefois, dans la classification phylogénétique APG (1998), la classification phylogénétique APG II (2003) et la classification phylogénétique APG IV (2016) cette famille n'existe pas, les genres qui la constituent devant être considérés comme appartenant à la famille des Celastraceae.

## Liste des genres
Selon Tropicos (21 novembre 2022) :
- Hippocratea L., 1753